# Principauté de Salerne
 (février 2024).
Si vous disposez d'ouvrages ou d'articles de référence ou si vous connaissez des sites web de qualité traitant du thème abordé ici, merci de compléter l'article en donnant les références utiles à sa vérifiabilité et en les liant à la section « Notes et références ».
851–1076
Entités précédentes :
- Duché de Bénévent

Entités suivantes :
- Duché de Calabre

La principauté de Salerne était une principauté indépendante de l'Italie du Sud de 851 à 1076. Elle est issue de la sécession depuis le duché de Bénévent en 839, c'est-à-dire de la partie méridionale du Royaume lombard appelée Lombardie mineure. 

## Histoire
En 839, le prince Sicard de Bénévent fut assassiné dans une conspiration ourdie par son trésorier Radelchis. Celui-ci dut alors affronter le frère de Sicard, Siconolf, basé à Salerne. Cette lutte s'éternisant pendant plus de dix ans, finit par mettre en péril l'équilibre politique de l'Italie méridionale, ce qui inquiéta l'empereur Lothaire. Celui-ci descendit alors en Italie pour y rétablir la paix, et par le capitulaire de 851, ratifia l'accord intervenu entre les parties, par lequel fut consacrée l'indépendance de la nouvelle principauté de Salerne du domaine bénéventain .

La situation dans le sud de l'Italie en 851

À la mort de Sicart, son fils Sicon encore mineur lui succéda. Son parrain Pierre assura la régence, mais finit par usurper le trône au bout de deux ans. Sicon se réfugia à la cour de Louis II le Germanique, mais celui-ci confirma Pierre, puis son fils Adhémar. Le règne de ce dernier fut affaibli par les ambitions de Capoue, et fut renversé en 861 par l'usurpateur Guaifer.
De 871 à 872, Salerne subit un long siège des musulmans, et malgré l'opiniâtre résistance de Guaifer, la ville ne fut dégagée que par l'intervention de Louis II.
En 974, menacé par une usurpation, le prince de Salerne Gisulf dut faire appel à Pandulf Tête de Fer, comte de Bénévent et de Capoue. Pandulf rétablit Gisulf en tant que vassal et hérita ensuite de son trône à sa mort survenue sans héritier entre la fin 977 et le début 978, reconstituant ainsi l'ancienne Lombardie mineure démantelée par le capitulaire de 851. En 981, les deux fils de Pandulf se repartagèrent les terres : selon les dispositions testamentaires, Landulf reçut Capoue et Bénévent, et Pandulf II Salerne. Mais dans les mois qui suivirent, le duc Manson Ier d’Amalfie renversa Pandulf II, et se fit reconnaître par l'empereur.
Manson fut à son tour renversé par une révolte qui mit sur le trône Jean II Lambert, de la maison ducale de Spolète. 

Guaimar IV a caressé le rêve de réunir toute l'Italie méridionale sous son autorité (1038-1047)

C'est sous le règne de son fils Guaimar IV que la principauté connut son expansion maximale, incluant Amalfi, Sorrente, Gaëte et le duché de Naples. Guaimar fut en outre acclamé duc des Pouilles et de Calabre par ses vassaux normands, avec lesquels il noua une alliance étroite en mariant sa fille Sichelgaite à Robert Guiscard. Au point de vue intellectuel, la Schola Medica Salernitana rayonnait sur toute l'Europe. 
Ces succès conduisirent Gaimar à caresser le rêve de réunir toute l'Italie méridionale sous son autorité, mais en 1047, l'empereur privait Gauimar de son titre de duc des Pouilles et de Calabre, qui mettait en danger la souveraineté impériale. 
Le fils de Gaimar, Gisulf II, lui succéda en 1052, mais la richesse de la principauté, qui frappait sur ses monnaies OPULENTA SALERNUM, était telle qu'elle attira la convoitise de ses voisins normands. En 1076 Robert Guiscard, beau-frère de Gisulf, assiégea Salerne, et la conquit au bout de huit mois.
Gisulf, dernier prince lombard de Salerne, se réfugia auprès du pape Grégoire VII, et finit ses jours chez sa sœur au château de Sarno. 
Les Normands réunirent les territoires conquis dans le nouveau-né royaume de Sicile en 1139, et la principauté de Salerne devint un fief de la couronne. Pour les besoins de son administration, elle fut divisée en 1287 en Principauté citérieure (chef-lieu Salerne), et Principauté ultérieure (chef-lieu Montefusco).